# Giallo alla regola
Pour plus de détails, voir Fiche technique et Distribution.
Giallo alla regola est un film policier italien réalisé par Stefano Roncoroni et sorti en 1988.
Ce film marque la dernière apparition à l'écran de Marcel Bozzuffi.

## Fiche technique
Sauf indication contraire, les informations mentionnées dans cette section peuvent être confirmées par la base de données cinématographiques IMDb,  présente dans la section « Liens externes ».
- Titre original italien : Giallo alla regola[2]
- Réalisation : Stefano Roncoroni
- Scenario : Stefano Roncoroni
- Photographie :	Eugenio Bentivoglio
- Montage : Gianfranco Amicucci
- Assistant à la réalisation : Manrico Melchiorre
- Musique : Egisto Macchi (it)
- Décors : Giovanna Odorisio, Carlo Fabrizio
- Costumes : Adriana Gianturco
- Production : Giosuè Iamiceli, Enzo Doria
- Société de production : Prometeo Cinetelevision
- Pays de production :  Italie
- Langue originale : Italien
- Format : Couleur
- Genre : Film policier
- Durée : 93 minutes[2]
- Date de sortie :
  - Italie : 1988
  - France : 1988[3]

## Distribution
- Remo Girone (it) : Sergio Anselmi
- Daniela Poggi : Giuliana Anselmi
- Paolo Malco : Paolo Carbone
- Marcel Bozzuffi : Col. Catalini
- Victoria Zinny : Roberta Carbone
- Alessandro Pultrone : Giorgio
- Roberto Ceccacci (it) : Rapetti
- Lorenzo Piani : Le premier tueur
- Roy Constantin : Le deuxième tueur
- Antonio Dimitri (it) : Le troisième tueur
- Eugenio Roncoroni : Luca Anselmi
- Luca Giampietro : Alessandro Anselmi
- Roberta Pallotta : Corinne
- Rocco Crudo : Fabbro
- Hege Stuen : La fille de la fontaine

## Exploitation
Le film n'a pas trouvé de distributeur pour une projection nationale dans les salles, mais a été diffusé à plusieurs reprises sur la RAI.
En France, le film a été sélectionné en compétition au festival du film italien de Villerupt 1988 ainsi qu'au festival du film italien d'Annecy 1988.